# الفتاة التي أحبت توم غوردون (رواية)
الفتاة التي أحبت توم غوردون (1999) هي رواية رعب نفسي ألفها الكاتب الأمريكي ستيفن كينغ. في عام 2004، صدرت نسخة مقتبسة عن الرواية على هيئة كتاب ثلاثي الأبعاد، من تصميم كييز موربك وبريشة آلان دينغمان. أُعلن عام 2019 عن إنتاج فيلم مقتبس عن الرواية، من إنتاج كريس روميرو.

## ملخص الحبكة
تبدأ القصة برحلة عائلية للتنزه على الأقدام، تتخللها جدالات ومشاحنات بين شقيق تريشا، بيت، ووالدتها حول طلاق الأم من الأب، بالإضافة إلى عدد من المواضيع الأخرى. ترجع تريشا كي تتجنب الإصغاء للمحادثات، ثم تصبح غير قادرة على إيجاد عائلتها مجددًا بعدما تجولت بعيدًا عن الطريق كي تأخذ استراحة قصيرة لقضاء حاجتها. حاولت تريشا اللحاق بعائلتها عبر طريق مختصر، لكنها انزلقت وسقطت أسفل جرف حاجز ترابي، وانتهى الأمر بضياعها، فاتجهت نحو قلب الغابة. كان بحوزة تريشا حينها زجاجة من الماء، وكعكتي توينكي، وبيضة مسلوقة، وشطيرة تونا، ومشروب سورج، وعباءة بونشو، وجهازي غيم بوي، ووكمان. كانت تريشا تستمع إلى الأغاني الموجودة في جهاز وكمان كي تبقي معنوياتها مرتفعة، إما عن طريق الاطلاع على أنباء البحث عنها، أو الاستماع إلى مباراة بيسبول يلعب فيها لاعبها المفضل، ونجمها المحبوب، توم غوردون.
بينما بدأت تريشا باتخاذ خطوات للبقاء على قيد الحياة، عن طريق استهلاك الطعام القليل المتبقي معها وتناول النباتات القابلة للأكل، عادت العائلة إلى السيارة بدون الابنة، واتصلت بالشرطة لبدء عملية البحث. بحث المنقذون في المنطقة حول الطريق الذي سارت فيه العائلة، لكنهم لم يصلوا إلى المناطق التي وصلت إليها الفتاة. قررت تريشا السير قرب جدول مائي وفقًا لما قرأته في رواية بيت صغير في البراري (لكن تبين لاحقًا أن الجدول ليس سوى نهر شبيه بالمستنقع)، وبررت خيارها بأن جميع المسطحات المائية ستقودها في النهاية إلى مناطق حضرية.
عندما توقف رجال الشرطة عن البحث في أثناء الليل، جثمت تريشا أسفل شجرة كي تستريح. في نهاية المطاف، أودى مزيج الخوف والجوع والعطش بتريشا إلى الهلوسة. بدأت تتخيل عدة أشخاص من حياتها، بالإضافة إلى بطلها توم غوردون الذي تراءى لها. لم يوضح لنا الكاتب ما إذا كانت العلامات الواضحة والمرافقة لوقوع أحداث خارقة للطبيعة التي جرت في الغابة، مجرد هلوسات أم لا.
مرت الساعات والأيام وتريشها تتجول بعيدًا في الغابة. في النهاية، تولد اعتقاد لدى تريشا مفاده أنها متجهة للقاء إله الضياع، وهو كيان شرير ذو وجه شبيه بالدبور، ويسعى وراء مطاردة تريشا. تحول الوضع إلى اختبار لقدرة الفتاة، ذات الأعوام التسعة، على البقاء سليمة العقل في وجه الموت الوشيك. استطاعت الوصول إلى طريق بعد أن أجهدتها النزلة الصدرية والموت الوشيك، لكنها حالما اكتشفت علامات على وجود مناطق حضرية، واجهها دب اعتقدت أنه إله الضياع، لكنه متخفٍ بهيئة دب. أدركت تريشا أنها في اللحظات الأخيرة من نهاية الجولة الإضافية، تمامًا كما يحدث في لعبة البيسبول، وعليها إنهاء اللعبة. تتخذ تريشا وضعية رامي الكرة، مقلدة نجمها المفضل توم غوردون، وترمي جهازها الوكمان مثل كرة البيسبول، وتصيب الدب في وجهه، فروّعته الضربة لدرجة جعلته يتراجع. يصادف أحد الصيادين المواجهة التي دارت بين الفتاة والدب، فيخيف الصياد الدبَّ ويأخذ الفتاة إلى مكان آمن، لكن تريشا أدركت أنها تستحق بجدارة عملية الإنقاذ تلك.
تستيقظ تريشا في غرفة ضمن مستشفى. ثم تلاحظ أن والديها المطلقين وشقيقها الأكبر في انتظارها قرب السرير. تخبر إحدى الممرضات عائلة الفتاة بضرورة ترك تريشا لوحدها كي تستريح. كان والدها آخر من غادر الغرفة، لكن قبل مغادرته، طلبت منه تريشا أن يعطيها قبعة فريق ريد سوكس (التي وقّع عليها توم غوردون بنفسه)، ثم تشير تجاه السماء، كما يفعل توم غوردون عندما ينهي المباراة بالفوز.